# Condado de Warren (Missouri)
O Condado de Warren é um dos 114 condados do estado americano de Missouri. A sede do condado é Warrenton, e sua maior cidade é Warrenton. O condado possui uma área de 1 134 km² (dos quais 17 km² estão cobertos por água), uma população de 24 525 habitantes, e uma densidade populacional de 22 hab/km² (segundo o censo nacional de 2000). O condado foi fundado em 1833.